# Provincia Occidental (Kenia)
La Provincia Occidental fue una de las ocho provincias en las cuales se dividía administrativamente Kenia hasta 2013. Se situaba al norte del lago Victoria, limitando al oeste con Uganda, al este con la provincia del Valle del Rift y al sur con la provincia de Nyanza. Su capital era Kakamega. La población de la provincia era de 4 348 746 habitantes en uno de sus últimos censos. La provincia estaba dividida en 16 distritos.
En 2013, esta provincia fue sustituida por los condados de Kakamega, Vihiga, Bungoma y Busia.